# ديريك دوجت
ديريك دوجت (بالإنجليزية: Derrick Doggett)‏ هو لاعب كرة قدم أمريكية ولاعب كرة قدم كندية أمريكي، ولد في 31 ديسمبر 1984.

## وصلات خارجية
- ديريك دوجت على موقع JustSportsStats.com (الإنجليزية)